# Ball-Hog or Tugboat?
Ball-Hog or Tugboat? – debiutancki album Mike’a Watta wydany w 1995 przez wytwórnię Columbia Records. Materiał nagrano między 29 maja a 11 września 1994 w „Cherokee” (Hollywood), „Robert Lang Studios” (Seattle) i „Baby Monster” (Nowy Jork).

## Lista utworów
1. „Big Train” (T. Kinman, Ch. Kinman) – 3:21
2. „Against The 70’s” (M. Watt) – 3:28
3. „Drove Up From Pedro” (M. Watt) – 4:32
4. „Piss-Bottle Man” (M. Watt) – 3:16
5. „Chinese Firedrill” (M. Watt, J. Carducci) – 3:25
6. „Intense Song for Madonna to Sing” (M. Watt) – 3:05
7. „Tuff Gnarl” (Sonic Youth) – 3:10
8. „Sexual Military Dynamics” (M. Watt, H. Rollins) – 2:39
9. „Max And Wells” (M. Watt) – 3:11
10. „E-Ticket Ride” (M. Watt) – 4:27
11. „Forever... One Reporter’s Opinion” (M. Watt) – 3:41
12. „Song for Igor” (M. Watt) – 2:46
13. „Tell ’Em Boy!” (M. Watt) – 3:29
14. „Sidemouse Advice” (M. Watt) – 3:31
15. „Heartbeat” (M. Watt) – 5:34
16. „Maggot Brain” (G. Clinton, E. Hazel) – 12:05
17. „Coincidence Is Either Hit or Miss” (M. Watt) – 2:20

## Skład
- Mike Watt – śpiew, gitara basowa, poezja mówiona
- Dave Grohl – perkusja, gitara hawajska
- Nels Cline – gitara
- Eddie Vedder – śpiew, gitara
- J Mascis – gitara, perkusja
- Cris Kirkwood – banjo
- Curt Kirkwood – gitara
- Gary Lee Conner – gitara
- Krist Novoselic – organy
- Carla Bozulich – śpiew
- Michael Preussner – perkusja
- Joe Baiza – gitara
- Paul Roessler – pianino
- Mike Clink – gitara
- Danny Frankel – instr. perkusyjne
- West Arkeen – gitara
- Spot – mandolina, altówka
- Evan Dando – śpiew
- Bob Lee – perkusja
- Chad Smith – perkusja
- John Frusciante – gitara
- Zander Schloss – gitara
- John Strohm – gitara
- Anna Waronker – śpiew
- Petra Haden – śpiew
- Rachel Haden – śpiew
- Frank Black	 – śpiew
- Gilby Clarke – gitara
- Hiro Yamamoto – gitara basowa
- Jason Everman – gitara
- Keith McCaw – gitara akustyczna
- Stephen Perkins – instr. perkusyjne, perkusja
- Thurston Moore – gitara
- Lee Ranaldo – gitara
- Steve Shelley – perkusja
- Epic Soundtracks – tamburyn
- Henry Rollins – śpiew
- Wayne Griffin – perkusja
- Patrick Butler – gitara
- Mark Lanegan – śpiew
- Brock Avery – perkusja
- Todd Rigione – gitara
- Michael Diamond – śpiew
- Tony Atherton – saksofon altowy
- Coco Hayley Gordon Moore – śpiew
- Flea – gitara basowa, trąbka
- John Molo – perkusja
- Vince Meghrouni – instr. perkusyjne, śpiew, perkusja, saksofon tenorowy
- Pat Smear – śpiew
- Dave Pirner – śpiew
- Tiffany Anders – śpiew
- Richie West – perkusja
- Kathleen Hanna – spoken word
- Bernie Worrell – organy
- Adam Horovitz – perkusja, gitara, śpiew
- Ronda Rindone – klarnet basowy
- Mario Caldato Jr. – śpiew
- Tony Maxwell – wiolonczela

Produkcja
- Mike Watt – producent
- John Golden – mastering
- David Kahne – miks (2–4, 7–9, 11–13, 16)
- John Hanlon – miks (1, 5, 6, 15, 17)
- Rob Seifert – miks (10, 14)